# Hatsune Miku
Miku Hatsune (en japonès: 初音ミク Hatsune Miku) (sovint escrit Hatsune Miku seguint l'ordre japonès de cognom-nom) és un banc de veu per al programa VOCALOID2, VOCALOID3 i VOCALOID4. La seva imatge arriba a ser considerada i personificada com una de les més famoses idol virtuals japoneses, desenvolupada per Crypton Future Media amb la veu de la seiyuu Saki Fujita per a la segona versió del programa de sintetització de veu VOCALOID. El seu nom prové de la combinació de Hatsu (primer), Ne (so), i Miku (futur). Les dades per a la veu es van crear a partir del mostreig de la veu de Saki Fujita, una actriu japonesa de doblatge. A diferència dels sintetitzadors de veu generals, Vocaloid està sintonitzat per crear cançons (en especial de Pop Japonès o J-Pop). En l'actualització Vocaloid 3, Hatsune Miku inclou també un banc de veu amb els fonemes necessaris para cantar en anglès.
El paquet de veu Hatsune Miku fou desenvolupat per Crypton Future Media l'any 2007 pel sintetitzador Vocaloid2. Poc després de la comercialització, els usuaris van començar a penjar vídeos amb les cançons creades pel programari. El reconeixement i la popularitat del programari va créixer. Les cançons originals foren escrites per usuaris que esdevenien populars i generaven il·lustracions, animacions en 2D i 3D, i remixos d'altres usuaris. Es va fer tant popular que ha estat considerada la primera ídol virtual japonesa. El 30 d'abril 2010 va sortir en venda el segon producte del CV01, Hatsune Miku Append, el qual inclou 6 llibreries en total amb diferents expressions.
Per al sisè aniversari de Miku Hatsune, aquesta va adquirir la capacitat de cantar en Anglès gràcies al seu banc de veu Miku Hatsune V3 English i es va revelar una actualització, Miku Hatsune V3, que va sortir a la venda el 27 de setembre de 2013, i que inclou els seus bancs de veu original i les seves llibreries Append millorades.
Durant el seu novè aniversari el 31 d'agost de 2016 va ser llançada una nova actualització, Hatsune Miku V4X, aquesta vegada per al motor VOCALOID4 amb dues funcions noves, I.V.I.C. (Enhanced Voice Expression Control) i la compatibilitat amb el paràmetre GWL (Growl - Grunyit). Actualment posseeix moltes pàgines verificades en Internet, concretament en YouTube, i una d'elles patrocinada per Vevo. Aquests vídeos han aconseguit posar-se com els més vists de Miku en YouTube, portant-la a guanyar el premi de plata i ser candidata al d'or d'aquesta empresa.
Ha aparegut a mangas i a animes. La seva primera aparició en un videojoc és a 13-sai no Hello Work DS (13歳のハローワークDS) per a la Nintendo DS on se l'inclou com un dels personatges. Finalment Miku Hatsune ha protagonitzar un videojoc titulat Hatsune Miku - Project Diva, publicat l'1 de juliol del 2009, i del qual n'hi ha hagut diverses continuacions.

## Història
El primer llançament per al Vocal Character sèries (CV), va anar Miku Hatsune, el primer Vocaloid desenvolupat per Crypton Future Mitjana i el tercer a ser distribuït, Hatsune Miku és un producte desenvolupat per Crypton Future Media, és un paquet de veu per VOCALOID2. La idea darrere d'ella es va establir per primera vegada com "Una veu femenina i bufona amb la qual els professionals puguin crear", part de la "CV" o la sèrie "Character Vocal" van ser dissenyats per combinar característiques recognoscibles en les seves veus i combinacions de colors clars. 
Va ser llançada el 31 d'agost de 2007 per al programari de Vocaloid 2. L'èxit de la campanya va portar a Miku al punt de ser considerada la primera idol virtual japonesa. Hatsune Miku és la primera cantant holograma per la raó del seu gran èxit, els seus "companys" són: Megurine Luka, Kagamine Rin i Len, MEIKO , KAITO i Kasane Teto.
Va ser nominada i va guanyar un premi en els Premis "All About" de 2007 i la seva empresa Crypton Future Mitjana va recollir un premi BCN en el 2008 per les seves produccions, amb les seves vendes aconseguint un increment del 211% gràcies a diversos productes (un dels quals és Hatsune Miku).
Demostració
Ballade

### Miku Append
El següent projecte de Crypton implica Miku va començar el Dia de Sant Valentí de 2009, aquest paquet consisteix a agregar un toc expressiu a Miku en cantar, amb un total de sis llibreries; SWEET, DARK, SOFT, LIGHT, VIVIU i SOLID.
Va ser alliberada el 30 d'abril 2010 per VOCALOID2.
El seu append Boxart mostra el seu pèl de color molt més verdós que el seu producte original i el seu abillament ha canviat a un esquema de color molt més variat.
Demostració
影踏み

### Miku V3 English
Des de fa molt el projecte de Miku cantant en Inglés va ser discutit, fins que finalment va ser desenvolupat un i publicat per VOCALOID3 per al seu sisè aniversari.
Aquesta llibreria no va ser publicada en format fisc si no fins a la publicació de MIKU V3, en el seu paquet MIKU V3 Bundle.
Demostració
Coming Together

### MIKU V3
El 24 de juliol de 2013, es va confirmar que VOCALOID2; Hatsune Miku i Append s'inclourien en una nova versió de l'actualització Hatsune Miku V3. El lloc web de Crypton va ser actualitzat al juliol per incloure MEIKO V3 i Hatsune Miku V3. No obstant això solament serien cinc bancs de veu; ORIGINAL, SWEET, DARK, SOFT i SOLID (LIGHT i VIVIU V3 són adquirits apart).
Va ser alliberada el 26 de setembre 2013 per VOCALOID3 i es va renovar el disseny, estava vegada per iXima.
Demostració
Six Greetings (Short veure.)

### MIKU V4X
Per al vuitè aniversari d'Hatsune Miku, es va anunciar que es publicaria un nou paquet per al motor VOCALOID4 prevista per al primer semestre de l'any 2016. Els qui posseïen a Hatsune Miku V3 o Megurine Luka V4X tindrien l'oportunitat d'obtenir una versió de demostració d'Hatsune Miku V4X per intervinguts de Setembre de l'any 2015, la qual duraria fins al 31 d'agost de l'any 2016. Aquest mateix dia també es va mostrar la seva primera cançó de demostració, "Electro Saturator", utilitzant el seu banc de veu en estat beta amb la funció I.V.I.C.
El paquet aquesta disponible en japonès i anglès en un bundle tant en físic com a digital. És compatible amb Windows i Mac US.
Les veus disponibles són Original EVEC, Soft EVEC, Solid EVEC, Dark, i Sweet. Els seus bancs I.V.I.C. conté dues respiracions (curta i llarga), dos colors de veu (Power i Soft) i una funciona actualitzada «Pronunciation Extension Function - Stronger Pronunciation/Softer Pronunciation» la Softer Pronunciation produeix una veu entretallada, i és perfecte per a les expressions suaus i tranquil·les, mentre que la Stronger Pronunciation és meravellosa amb la funció Growl quan es vol crear un efecte de crit.
El banc de veu d'Hatsune Miku V4 English pot comprar-se inclòs o separat d'Hatsune Miku V4X. A diferència d'Hatsune Miku V3 English aquesta versió serà molt més similar al seu banc japonès.
El seu llançament va ser el 31 d'agost de 2016, en commemoració del seu novè aniversari.
Demostració
Song by tilt-six

### MIKU V4 Chinese
El 3 de desembre del 2016 durant l'evnto de Miku Expo 2016 a la Xina, va ser revelat el projecte Miku Xina i un futur banc de veu que li donarà la capacitat de cantar en Xinès.

## Vendes
Les vendes inicials d'Hatsune Miku eren tan alts que Crypton no podia seguir el ritme de la demanda. En els primers 12 dies de venda, es van fer prop de 3.000 reserves. Això va ser al voltant de vendre 2500. En la indústria del programari de música, se cita com "un nombre impossible" per Wataru Sasaki, la persona a càrrec de la "sorpresa" de l'empresa de planificació i producció. Amazon.co.jp (Amazon al Japó) va declarar que el 12 de setembre de 2007 va tenir una facturació del producte Miku Hatsune per un total de ¥ 57,500,001, convertint-la al programari número u en vendes en aquest moment. Miku Hatsune tenia molt èxit per a aquest moment i, encara ho té.

## Programari addicional
El 30 d'abril de 2010, una versió actualitzada de Miku anomenat Hatsune Miku Append va ser llançat amb un conjunt de sis diferents tons de veu de Miku: Soft (veu suau i delicada), Sweet (veu jove), Dark (veu greu i tancada), Viviu (veu brillant, alegre), Solid (veu alta i clara), i Light (innocent). Miku Append va ser creat per ampliar la col·lecció de la veu de Miku i requereix el programa original per ser instal·lat en l'ordinador del primer usuari.3 Aquesta va ser la primera vegada que es va llançar una expansió d'una veu ja existent.

### MikuMikuDance
El programa Miku Miku Dance va ser desenvolupat com un programa independent per ajudar en la producció d'animacions 3D. El programari gratuït permet un auge en els personatges fets per admiradors i derivats a desenvolupar, així com actua com un impuls per a la promoció de les cançons Vocaloid. Aquest programa no té relació amb Crypton Future Media ni amb Yamaha.

### PiaproStudio
En un DAW (digital àudio workstation) produït i desenvolupat per Crypton Future Mitjana amb el qual Miku i altres llibreries puguin usar-se sense necessitat de compra l'Editor VOCALOID.

## Aparença i vestimenta
Crypton Future Media li ha donat l'edat permanent de 16 anys, amb una alçada d'1,58 m i un pes de 42 kg. Té el cabell llarg color turquesa igual que ulls turqueses, gairebé sempre porta el cabell recollit en dues cues.
La seva vestimenta més característica està composta per una camisa sense mànigues de color gris brillant, amb vores de color aiguamarina i amb un pegat verd aigua en el seu costat esquerre amb la inscripció Vocaloid, una corbata aiguamarina a joc amb el seu cabell, i sobre els seus braços mànigues negres per sota del colze amb una vora color turquesa que contenen la figura d'un equalitzador.
La part inferior del seu conjunt està formada per una mini faldilla prisada de color negre, un penjoll de cinturó color negre i turquesa, i botes negres amb vora i soles a joc amb la corbata.
A més d'això, sol portar un parell d'auriculars sobre les seves orelles, la diadema de les quals està sota el seu cabell i una marca en el braç esquerre de color vermell amb el número 01 i que sota diu "Hatsune Miku".

## Disseny d'imatge
Durant el desenvolupament de Miku, Crypton va decidir adoptar un enfocament diferent de l'empleat pels publicadors d'altres bancs de so de Vocaloid. Van considerar que aquest producte no només seria reeixit amb una veu altament atractiva, sinó també amb una imatge, la qual estava dirigida originalment només a productors professionals. Atès que un mercat amateur i otaku per a productes com Vocaloid encara no estava consolidat, aquest no va ser tingut en compte inicialment.
El personatge gràfic de Miku va ser elaborat per l'artista de manga Kei Garō. Crypton va concedir àmplia llibertat creativa al dissenyador, salvo per dues restriccions: que ella fora una androide, i la paleta de colors a emprar (basada en els tons turquesa empleats per al sintetitzador de Yamaha). El disseny de la faldilla i botes de Miku estan basats en els colors del programari del sintetitzador, i les barres representen els colors emprats a l'interior de la interfície gràfica del programa. En un inici el tallat de cabells era diferent del definitiu, però després de diversos intents Kei es va inclinar cap a les cues. Encara que Crypton havia creat i publicat una fulla de dades bàsiques de Miku, aquests només contenien trets 'físics' i tècnics, i no va proporcionar molta informació sobre la seva personalitat, la qual cosa va permetre als fanàtics i als creadors de música i de clips de video associar aquests trets amb aquells que aquests pensessin que quedin millor.

## Impacte cultural
Nico Nico Douga, un lloc web japonès molt similar a YouTube, va tenir un paper fonamental en el reconeixement i la popularitat del programari. Poc després del llançament del programari, els usuaris de Nico Nico Douga van començar a penjar vídeos amb cançons creades pel programari. Segons Crypton, un video popular amb "Hatsune Miku", una Miku amb un porro cantant "Ievan Polkka" (que va donar lloc al fet que Miku la hi associés amb porros), va presentar el potencial variat de l'aplicació del programari i de la creació de continguts multimèdia. A mesura que el reconeixement i la popularitat del programari va créixer, Nico Nico Douga es va convertir en un lloc per a la creació de contingut col·laboratiu. Cançons populars originalment escrit per un usuari amb il·lustracions, animacions en 2D i 3D, i remixes d'altres usuaris. Altres creadors mostren la seva obra inacabada i demanen idees.
Al setembre de 2009, tres figures basades en el caràcter derivat "Hatsune Miku" van ser llançats en un coet des de l'estat Nevada's Black Rock Desert dels Estats Units, encara que no va aconseguir l'espai exterior. A la fi de novembre de 2009, una petició es va engegar amb la finalitat d'aconseguir un encàrrec d'una placa d'alumini d'Hatsune Miku (8 cm x 12 cm, 3.1 "x 4.7 ") van fer que s'utilitzés com un contrapès per la sonda espacial Akatsuki amb destinació al planeta Venus. Iniciat per un fan d'Hatsune Miku, Sumio Morioka, aquest projecte ha rebut el respatller del Dr. Seiichi Sakamoto de la Agència Japonesa d'Exploració Aeroespacial. El 22 de desembre de 2009, la petició havia superat les 10.000 signatures necessàries per a les plaques. El termini original de el 20 de desembre de 2009 havia estat configurat per enviar la petició, però a causa d'un parell de retards en el projecte d'Akatsuki, un nou termini de 6 de gener de 2010 s'estableix, en aquest termini, més de 14.000 signatures s'havien rebut. El 21 de maig de 2010 a les 06:58:22 (JST), Akatsuki es va engegar, que té tres plaques que representen a Hatsune Miku.
El programari Vocaloid també ha tingut una gran influència en el caràcter Black Rock Shooter, que s'assembla a Hatsune Miku, però no està vinculat a ella pel disseny. El personatge es va fer famós per la cançó "Black Rock Shooter", i han realitzat un nombre de figures fetes. Una animació de vídeo original feta per Ordet s'ha transmès de franc com a part d'una campanya de promoció que va des del 25 de juny fins a 31 agost del 2010.
Per a la setmana de Nadal de 2012, l'empresa Cospa Inc va llançar la primera disfressa oficial d'Hatsune Miku sota la seva línia d'indumentària TranTrip, coneguda per la seva qualitat de vestits cosplay, i inclou totes les peces i els accessoris característics del personatge. Prèviament la marca de vestimenta va produir els vestits de personatge d'animes com Mobile Suit Gundam, Dragon Ball, Neon Genesis Evangelion i One Piece, encara que Hatsune Miku es va convertir en la primera idol japonès virtual a tenir el seu propi vestit en les tendes.

## Aparicions en altres mitjans
La popularitat de Miku s'ha vist en diverses referències a ella en l'animi. Durant un episodi de Zoku Sayonara Zetsubou Sensei, Miku es veu una audició per a la veu de Meru Otanashi (Kagamine Rin i Len es fa referència en el mateix episodi). La veu de Miku s'utilitza en un dels temes de tancament de les sèries d'animi Akikan! i Watamote o en l'opening de Black Rock Shooter, el qual el propi anime està basat en aquella cançó. En l'OVA de Lucky Star, Kagami Hiiragi màgicament es transforma en un cosplay de Miku. Fora del Japó, el video Hatsune Miku's Ievan polka es fa referència breument per Isabella en un episodi de Phineas i Ferb, "És el teu estiu i tu!". Els personatges de Vocaloid 2 (Hatsune Miku, Kagamine Rin/Len i Megurine Luka) van fer un cameo en l'episodi 12 de l'animi Hyouka (Hyöka), on el club de màniga va realitzar un cosplay d'aquests personatges.
Una sèrie de jocs de ritme a partir d'Hatsune Miku: Project DIVA van ser produïts sota llicència per SEGA amb Hatsune Miku i altres Vocaloids de Crypton, així com "fan made" Vocaloids. TinierMe Gacha també usa un vestit que s'assembla a Miku, permetent als usuaris fer el seu avatar que s'assemblen als Vocaloids de Crypton.
També Hatsune Miku podria aparèixer com DLC en el videojoc Sonic & All Stars Racing Transformed, ja que es va fer una enquesta per decidir els futurs personatges que podrien aparèixer en el joc, sent ella el segon personatge més votat per aparèixer.
Hatsune Miku va fer la seva aparició en Just Dance Wii O (exclusiu per al Japó) amb la cançó Tell Your World juntament amb Livetune. En Just Dance 2016, va tornar aparèixer amb Ievan Polkka i en Just Dance 2017 amb PoPiPo.

## Música destacada
Una de les recopilacions de Vocaloid, EXIT TUNES PRESENTS Vocalogenesis feat. Hatsune Miku, va debutar en el número u en les llistes japoneses setmanal d'àlbums de Oricon data 31 de maig de 2010, convertint-se en el primer àlbum Vocaloid en els charts. Un altre àlbum, Supercell, pel grup Supercell també compta amb un nombre de cançons amb Vocaloids. Altres àlbums, com ara 19's Sound Factory's First Sound Story.27 Altres àlbums de Miku inclouen Sakura no Estimi (桜 ノ 雨?) i Miku no Kanzume (み く の かん づめ?), d'OSTER-proyect i "Re:package" i "Re:Mikus", de Livetune. Cançons de Kagamine Len i Rin estaven coberts per Asami Shimoda en l'àlbum Prism acreditat a" Asami Shimoda amb Kagamine Rin / Len ".
Com un ídol virtual, Hatsune Miku va realitzar el seu primer recital "en viu" durant el concert Animelo Summer Live en viu en el Saitama Super Arena el 22 d'agost de 2009. Miku també va realitzar el seu primer concert en viu a l'estranger el 21 de novembre de 2009, durant Animi Festival Àsia (AFA) a Singapur. El 9 de març de 2010, primer actuació en solitari en viu de Miku va ser titulat "Miku no Hi Kanshasai 39's Giving Day" va ser inaugurat en el Zepp Tòquio en Odaiba, Tòquio. El repertori d'aquests concerts està compost per cançons realitzades pels usuaris de Vocaloid, concretament aquelles amb més reproduccions en Niconico; d'aquesta manera el personatge de Miku ocasiona una important democratització de la creació artística.
Un prototip d'home jove utilitzat per al projecte "project if..." sèrie que es va utilitzar en el treball musical de so d'Horizon "Anat i Itaru Mori i Itaru Anat", catalogat com el "prologue maxi". El prototip va cantar al costat de Miku i només es coneix pel nom de" Junger März Prototype β".
Recentment la banda de chiptune punk Anamanaguchi també a treballat amb el programari llançant un tema titulat "Miku" per la MikuExpoNA 2016.

## Alguns vídeos musicals
| Títol                   | Artistes                 | Llançament                                           |
| ----------------------- | ------------------------ | ---------------------------------------------------- |
| "Nebula"                | Tripshots                | 3 de juny del 2009                                   |
| "VOiCE・PV"             | Lovely P / Nyohoho       | 16 de juliol del 2010                                |
| "Kasōkyoku"             | No.D / Yūjin Ueno        | 16 de juliol del 2010                                |
| "Suteneko Russian Blue" | SHUN P                   | 16 de juliol del 2010                                |
| "Weekender Girl"        | Hachiouji P / KZLivetune | 28 d'agosto del 2012                                 |
| "Glass Wall"            | GuitarHeroPianoZero      | 01 de març del 2014 (tocada en The Artpop Ball Tour) |
| "Goodbye"               | Circus-P                 | 14 d'octubre del 2014                                |
| "Miku"                  | Anamanaguchi             | 27 de maig del 2016                                  |

## Versions
| Paquet               | Llibreria | Gènere musical recomanat                | Tempo recomanat | Tessitura vocal |
| -------------------- | --------- | --------------------------------------- | --------------- | --------------- |
| Hatsune Miku         | Miku      | Pop idol, pop dance                     | 70-150BPM       | A3-E5           |
| Hatsune Miku Append  | Sweet     | Pop francès, balada, música electrònica | 55-155BPM       | F3-D5           |
| Hatsune Miku Append  | Dark      | Balada, jazz, música folk, ambient      | 60-145BPM       | D3-B4           |
| Hatsune Miku Append  | Soft      | Soft rock, Balada, polka, ambient       | 70-150BPM       | A3-E5           |
| Hatsune Miku Append  | Light     | Pop, rock, danssa, tecno pop            | 85-175BPM       | A3-D5           |
| Hatsune Miku Append  | Vivid     | Pop, tecnopop, música tradicional       | 95-180BPM       | G3-D5           |
| Hatsune Miku Append  | Solid     | Pop, rock, danssa, electrónica          | 65-160BPM       | D3-C5           |
| Hatsune Miku English | V3 ENG    | House, Techno, Crossover, Rap           | 100-130BPM      | B2-B3           |
| HATSUNE MIKU V3      | Original  | Pop idol, pop dance                     | 70-150BPM       | A2-E4           |
| HATSUNE MIKU V3      | V3 Sweet  | pop francés, balada, electrònica        | 55-155BPM       | F2-D4           |
| HATSUNE MIKU V3      | V3 Dark   | Balada, jazz, folklor, ambient          | 60-145BPM       | D2-B3           |
| HATSUNE MIKU V3      | V3 Soft   | Soft Rock, ballads, folk, ambient       | 70-150BPM       | A2-E4           |
| HATSUNE MIKU V3      | V3 Solid  | Pop, rock, dance, electro               | 65-160BPM       | D2-C4           |